# Công tước xứ Fife
Công tước xứ Fife (tiếng Anh: Duke of Fife) là một tước hiệu thuộc Đẳng cấp quý tộc Vương quốc Liên hiệp Anh, đã được tạo ra hai lần, trong cả hai trường hợp đều dành cho Alexander Duff, Công tước thứ nhất xứ Fife và Bá tước thứ 6 xứ Fife, người mà vào năm 1889 đã kết hôn với Vương tôn nữ Louise xứ Wales, con gái lớn của Vương tử Albert Edward, Thân vương xứ Wales (sau này là Vua Edward VII). Công tước Fife được tạo ra cho một thành viên của hoàng gia Anh thông qua hôn nhân, vì vợ của người nắm giữ tước vị đầu tiên là cháu gái của Nữ hoàng Victoria.

## Lịch sử
Alexander Duff (1849–1912) là con trai cả của Bá tước thứ 5 xứ Fife (1814–1879). Sau cái chết của cha mình vào ngày 7 tháng 8 năm 1879, ông kế vị với tư cách là Bá tước đời thứ 6 của xứ Fife, đồng thời ông cũng được thừa kế các tước hiệu Nam tước xứ Braco (được tạo ra vào năm 1735) và Tử tước xứ Macduff (được tạo ra vào năm 1759), tất cả đều thuộc về Đẳng cấp quý tộc Ireland (và được tạo ra cho nhà quý tộc Scotland William Duff, 1696–1763) và Nam tước Skene trong Đẳng cấp quý tộc Vương quốc Liên hiệp Anh (được tạo ra vào năm 1857 cho cha của ông là Bá tước thứ 5 xứ Fife; tước hiệu giúp ông có một ghế trong Viện Quý tộc Anh). Năm 1885, Nữ vương Victoria phong cho Alexander Duff tước hiệu Bá tước xứ Fife trong Đẳng cấp quý tộc Vương quốc Liên hiệp Anh.
Vào thứ bảy, ngày 27 tháng 7 năm 1889, Alexander, Bá tước thứ nhất xứ Fife (của Liên hiệp Anh) và Bá tước Fife thứ 6 (của Ireland), kết hôn với Vương tôn nữ Louise, con thứ ba và con gái lớn nhất của Thân vương xứ Wales lúc bấy giờ (Vua Edward VII tương lai) và vợ là Alexandra của Đan Mạch, trong Nhà nguyện riêng tại Cung điện Buckingham. Cặp đôi này là anh em họ đời thứ ba có nguồn gốc từ Vua George III. Đám cưới đánh dấu lần thứ hai một hậu duệ của Nữ vương Victoria kết hôn với một thần dân Anh. Hai ngày sau lễ cưới, Nữ vương đã tấn phong Alexander, Ngài Fife tước hiệu Hầu tước xứ Macduff, ở Hạt Banff, và Công tước xứ Fife, cả hai đều thuộc Đẳng cấp quý tộc Vương quốc Liên hiệp Anh. Theo Sắc lệnh Vương thất từ Victoria, các tước hiệu này sẽ được kế thừa bởi các nam duệ hợp pháp của Ngài Công tước.
Ngày 24 tháng 4 năm 1900, Nữ vương Victoria ban hành một Sắc lệnh khác, ban cho ngài Công tước xứ Fife đương nhiệm tước hiệu Công tước xứ Fife khác cùng tước hiệu Bá tước xứ Macduff thuộc hàng Đẳng cấp quý tộc Vương quốc Liên hiệp Anh, quy định rằng các tước hiệu này có thể được kế thừa bởi các con gái của ngài Công tước và Vương tôn nữ Louise là hai vị Công nữ Alexandra và Maud Duff (nếu như hai vợ chồng không có con trai) và nam duệ hợp pháp của hai chị em.  Ngày 9 tháng 11 năm 1905, Quốc vương Edward VII đã phong  cho con gái mình là Vương nữ Louise tước hiệu Vương nữ Vương thất cũng như phong tặng cho hai chị em Alexandra và Maud danh hiệu Vương tôn nữ cùng kính xưng Highness. 
Sau cái chết của Alexander Duff, Công tước thứ 1 xứ Fife vào ngày 29 tháng 1 năm 1912, các tước vị được phong tặng cho Alexander năm 1889 (tước hiệu Công tước xứ Fife được phong lần thứ 1 và Hầu tước xứ Macduff) và các tước hiệu khác được nắm giữ từ lâu bởi Gia tộc Duff (Nam tước xứ Braco (phong tặng năm 1735), Tử tước xứ Macduff (phong tặng năm 1759), Bá tước  Fife (phong tặng năm 1759), Nam tước xứ Skene (phong tặng năm 1857), Bá tước xứ Fife (phong tặng năm 1885)) không còn người kế thừa trong khi đó tước hiệu Công tước xứ Fife được phong lần thứ 2 và Bá tước xứ Macduff năm 1900 được kế thừa bởi con gái lớn là Vương tôn nữ Alexandra.